# Kurt Spielmann
Kurt Spielmann (1. leden 1903, Olomouc – 1943 Auschwitz-Birkenau) byl židovský, německy hovořící architekt, působící ve třicátých letech v Čechách.

## Život
Studoval německou techniku v Brně a od roku 1921 na technice ve Vídni u profesorů Siegfrieda Theiße, Franze Krauße und Leopolda Simony. Po ukončení studia se usadil v Praze. Zahynul v roce 1943 v koncentračním táboře Auschwitz-Birkenau.

## Dílo
- 1929-1930 bytový objekt s 249 byty, Vídeň, Wattgasse 96-98, spoluautor: Alfred Teller [2]
- konec dvacátých let Továrna a nájemní dům Emmanuela Herrmanna, Praha 9 - Libeň, Drahobejlova 4
- začátek třicátých let přestavba domu F. U., Unhošť u Prahy
- začátek třicátých let zařízení bytu Dr. L., Praha
- 1931 Vila Josefa Martínka, Pod Habrovou 175/5, Praha 5-Hlubočepy, (Barrandov)
- 1932 Vila Paula Deutsche, Dvůr Králové nad Labem, R. A. Dvorského čp. 1710
- 1932 Vila Ernsta Mautnera, Dvůr Králové nad Labem, 5. května čp. 368 (spolupráce: Karel Jarolímek)
- 1932 Venkovský dům Julia Korffa, Doksy
- 1932 Segerova vila, Teplice, Maxe Švabinského 8, čp. 2005[3][4]
- 1933 Dům Adolfa Mautnera, Třebechovice pod Orebem, Palackého čp. 793[5]
- 1935 Prodejna Prager Wollklubs
- 1935 Vila Karla Fuchse, Hradec Králové, Vrchlického 13, vila obchodníka s textilem Karla Fuchse
- 1935 Venkovský dům Dr. Pirka, Trhanov u Domažlic
- 1936 Vila s ordinací MUDr. O. Smetany, Kukleny - nyní Hradec Králové, Pražská třída 42, čp. 221
- 1935-37 Rodinný dům, Praha 5 - Hlubočepy, Hlubočepská 31, čp. 409
- 1936 Činžovní dům s pasáží, Praha 1 - Nové Město, Klimentská 34, čp. 2067
- 1936 Dům Jarmily Vítkové, Kostelec nad Orlicí, Palackého náměstí čp. 21
- 1936-1937 Činžovní dům, Náchod, Řezníčkova čp. 1076
- 1937-1938 Činžovní dům, Náchod, Dvořákova čp. 1094